# Ayr Burghs (circonscription du Parlement britannique)
Circonscription parlementaire de la Chambre des Communes
Ayr Burghs était un district de la circonscription de burghs qui était représenté de 1708 à 1800 à la Chambre des communes du Parlement de Grande-Bretagne et de 1801 à 1950 à la Chambre des communes du Parlement du Royaume-Uni.
Il a élu un Membre du Parlement (MP), en utilisant le système de vote uninominal à un tour.

## Création
La circonscription parlementaire britannique a été créée en 1708 à la suite des Actes d'Union de 1707 et a remplacé les anciennes circonscriptions du Parlement d'Écosse de Ayr, Campbeltown, Inveraray, Irvine et Rothesay.

## Limites
La liste des burghs parlementaire représentés par la circonscription a changé en 1832 et à nouveau en 1918:
- 1708 à 1832: les burghs Ayrshire d'Ayr et Irvine, les burghs de Argyllshire de Campbeltown et Inveraray et le burgh Buteshire de Rothesay[1],[2],[3],[4],[5]
- 1832 à 1918: les burghs Ayrshire d'Ayr et d'Irvine et les burghs Argyllshire de Campbeltown, Inveraray et Oban
- 1918 à 1950: les burghs Ayrshire d'Ardrossan, Ayr, Irvine, Prestwick, Saltcoats et Troon

Lorsque la circonscription d'Ayr Burghs a été abolie en 1950, les burghs d'Ayr et de Prestwick ont été fusionnés dans la circonscription du comté d'Ayr. Ardrossan et Saltcoats ont été fusionnés dans Bute and Northern Ayrshire et Irvine and Troon ont été fusionnés dans Central Ayrshire.

## Membre du Parlement
| Élection | Élection                   | Membre                               | Membre                 | Parti                  |
| -------- | -------------------------- | ------------------------------------ | ---------------------- | ---------------------- |
|          | 1708                       | Hon. James Campbell                  |                        |                        |
|          | 1710                       | Charles Oliphant                     |                        |                        |
|          | Élection partielle de 1720 | Thomas Kennedy                       |                        | Tory                   |
|          | Élection partielle de 1721 | Duncan Forbes                        |                        | Whig                   |
|          | 1722                       | William Steuart                      |                        |                        |
|          | 1734                       | James Stuart                         |                        |                        |
|          | 1741                       | Comte de Granard                     |                        |                        |
|          | 1747                       | Charles Erskine                      |                        |                        |
|          | Élection partielle de 1749 | Sir Henry Erskine                    |                        |                        |
|          | 1754                       | James Stuart-Mackenzie               |                        |                        |
|          | 1761                       | Lord Frederick Campbell              |                        |                        |
|          | Élection partielle de 1761 | Alexander Wedderburn                 |                        |                        |
|          | 1768                       | James Stuart                         |                        |                        |
|          | 1774                       | Sir George Macartney                 |                        |                        |
|          | Élection partielle de 1776 | Frederick Stuart                     |                        |                        |
|          | 1780                       | Archibald Edmonstone                 |                        | Tory                   |
|          | 1790                       | Charles Stuart                       |                        |                        |
|          | Élection partielle de 1794 | John Campbell de Liston Hall         |                        |                        |
|          | 1807                       | John Campbell de Shawfield and Islay |                        |                        |
|          | Élection partielle de 1809 | Duncan Campbell                      |                        | Whig                   |
|          | 1818                       | Thomas Francis Kennedy               |                        | Whig                   |
|          | Élection partielle de 1834 | Patrick Crichton-Stuart              |                        | Whig,                  |
|          | 1852                       | Edward Craufurd                      |                        | Radical,               |
|          | 1859                       | Edward Craufurd                      | Libéral                |                        |
|          | 1874                       | Sir William Montgomery-Cuninghame    |                        | Conservateur           |
|          | 1880                       | Richard Campbell                     |                        | Libéral                |
|          | 1886                       | Richard Campbell                     | Libéral Unioniste      |                        |
|          | 1888                       | John Sinclair                        |                        | Libéral                |
|          | 1890                       | James Somervell                      |                        | Conservateur           |
|          | 1892                       | William Birkmyre                     |                        | Libéral                |
|          | 1895                       | Charles Lindsay Orr-Ewing            |                        | Conservateur           |
|          | 1904                       | Joseph Dobbie                        |                        | Libéral                |
|          | 1906                       | Sir George Younger                   |                        | Conservateur           |
|          | 1922                       | Sir John Baird                       |                        | Conservateur           |
|          | 1925                       | Thomas Moore                         |                        | Conservateur           |
| 1950     | 1950                       | circonscription abolie               | circonscription abolie | circonscription abolie |

Sir Thomas a été élu, en 1950, premier MP de la nouvelle circonscription d'Ayr

## Résultats élections

### Élections dans les années 1830
| Parti | Parti     | Candidat               | Votes           | %               |                 |
| ----- | --------- | ---------------------- | --------------- | --------------- | --------------- |
|       | Whig      | Thomas Francis Kennedy | Sans opposition | Sans opposition | Sans opposition |
|       | Whig hold |                        |                 |                 |                 |

| Parti | Parti     | Candidat               | Votes           | %               |                 |
| ----- | --------- | ---------------------- | --------------- | --------------- | --------------- |
|       | Whig      | Thomas Francis Kennedy | Sans opposition | Sans opposition | Sans opposition |
|       | Whig hold |                        |                 |                 |                 |

Kennedy a été nommé lords commissaires du Trésor, nécessitant une élection partielle.
| Parti | Parti     | Candidat               | Votes           | %               |                 |
| ----- | --------- | ---------------------- | --------------- | --------------- | --------------- |
|       | Whig      | Thomas Francis Kennedy | Sans opposition | Sans opposition | Sans opposition |
|       | Whig hold |                        |                 |                 |                 |

| Parti              | Parti              | Candidat               | Votes | %    |
| ------------------ | ------------------ | ---------------------- | ----- | ---- |
|                    | Whig               | Thomas Francis Kennedy | 375   | 65,6 |
|                    | Radical            | John Taylor            | 164   | 28,7 |
|                    | Tory               | James Cruickshanks     | 33    | 5,8  |
| Majorité           | Majorité           | Majorité               | 211   | 36,9 |
| Participation      | Participation      | Participation          | 572   | 90,6 |
| Registre électeurs | Registre électeurs | Registre électeurs     | 631   |      |
|                    | Whig hold          |                        |       |      |

Kennedy a démissionné, provoquant une élection partielle.
| Parti              | Parti              | Candidat                | Voix  | %    | ±     |
| ------------------ | ------------------ | ----------------------- | ----- | ---- | ----- |
|                    | Whig               | Patrick Crichton-Stuart | 305   | 58,9 | −6.7  |
|                    | Radical            | John Taylor             | 213   | 41,1 | +12.4 |
| Majorité           | Majorité           | Majorité                | 92    | 17,8 | −19.1 |
| Participation      | Participation      | Participation           | 518   | 73,9 | −16.7 |
| Registre électeurs | Registre électeurs | Registre électeurs      | 701   |      |       |
|                    | Whig retenir       | Whig retenir            | Swing | −9.6 |       |

| Parti              | Parti              | Candidat                | Voix  | %     | ±     |
| ------------------ | ------------------ | ----------------------- | ----- | ----- | ----- |
|                    | Whig               | Patrick Crichton-Stuart | 339   | 51,2  | −14.4 |
|                    | Radical            | Alexander Johnstone     | 323   | 48,8  | +20.1 |
| Majorité           | Majorité           | Majorité                | 16    | 2,4   | −34.5 |
| Participation      | Participation      | Participation           | 662   | 78,1  | −12.5 |
| Registre électeurs | Registre électeurs | Registre électeurs      | 848   |       |       |
|                    | Whig retenir       | Whig retenir            | Swing | −17.3 |       |

| Parti              | Parti              | Candidat                | Voix  | %    | ±    |
| ------------------ | ------------------ | ----------------------- | ----- | ---- | ---- |
|                    | Whig               | Patrick Crichton-Stuart | 368   | 50,9 | −0.3 |
|                    | Radical            | Alexander Johnstone     | 355   | 49,1 | +0.3 |
| Majorité           | Majorité           | Majorité                | 13    | 1,8  | −0.6 |
| Participation      | Participation      | Participation           | 723   | 70,2 | −7.9 |
| Registre électeurs | Registre électeurs | Registre électeurs      | 1,030 |      |      |
|                    | Whig retenir       | Whig retenir            | Swing | −0.3 |      |

### Élections dans les années 1840
| Parti              | Parti              | Candidat                | Voix            | %               | ±               |
| ------------------ | ------------------ | ----------------------- | --------------- | --------------- | --------------- |
|                    | Whig               | Patrick Crichton-Stuart | Sans opposition | Sans opposition | Sans opposition |
| Registre électeurs | Registre électeurs | Registre électeurs      | 1,097           |                 |                 |
|                    | Whig hold          |                         |                 |                 |                 |

| Parti              | Parti              | Candidat                | Voix            | %               | ±               |
| ------------------ | ------------------ | ----------------------- | --------------- | --------------- | --------------- |
|                    | Whig               | Patrick Crichton-Stuart | Sans opposition | Sans opposition | Sans opposition |
| Registre électeurs | Registre électeurs | Registre électeurs      | 1,051           |                 |                 |
|                    | Whig hold          |                         |                 |                 |                 |

### Élections dans les années 1850
| Parti              | Parti                      | Candidat                   | Voix  | %    | ±       |
| ------------------ | -------------------------- | -------------------------- | ----- | ---- | ------- |
|                    | Radical                    | Edward Craufurd            | 338   | 50,7 | Nouveau |
|                    | Conservateur               | Archibald Thomas Boyle     | 329   | 49,3 | Nouveau |
| Majorité           | Majorité                   | Majorité                   | 9     | 1,4  | N/A     |
| Participation      | Participation              | Participation              | 667   | 64,2 | N/A     |
| Registre électeurs | Registre électeurs         | Registre électeurs         | 1,039 |      |         |
|                    | Radical vainqueur sur Whig | Radical vainqueur sur Whig | Swing | N/A  |         |

| Parti              | Parti              | Candidat           | Voix            | %               | ±               |
| ------------------ | ------------------ | ------------------ | --------------- | --------------- | --------------- |
|                    | Radical            | Edward Craufurd    | Sans opposition | Sans opposition | Sans opposition |
| Registre électeurs | Registre électeurs | Registre électeurs | 1,136           |                 |                 |
|                    | Radical hold       |                    |                 |                 |                 |

| Parti              | Parti              | Candidat           | Voix            | %               | ±               |
| ------------------ | ------------------ | ------------------ | --------------- | --------------- | --------------- |
|                    | Liberal            | Edward Craufurd    | Sans opposition | Sans opposition | Sans opposition |
| Registre électeurs | Registre électeurs | Registre électeurs | 1,203           |                 |                 |
|                    | Liberal hold       |                    |                 |                 |                 |

Retour aux élections

### Élections dans les années 1860
| Parti              | Parti              | Candidat                 | Voix  | %    | ±   |
| ------------------ | ------------------ | ------------------------ | ----- | ---- | --- |
|                    | Liberal            | Edward Craufurd          | 567   | 53,1 | N/A |
|                    | Liberal            | Alexander Haldane Oswald | 501   | 46,9 | N/A |
| Majorité           | Majorité           | Majorité                 | 66    | 6,2  | N/A |
| Participation      | Participation      | Participation            | 1,068 | 79,7 | N/A |
| Registre électeurs | Registre électeurs | Registre électeurs       | 1,340 |      |     |
|                    | Liberal retenir    | Liberal retenir          | Swing | N/A  |     |

| Parti              | Parti              | Candidat           | Voix  | %    | ±    |
| ------------------ | ------------------ | ------------------ | ----- | ---- | ---- |
|                    | Liberal            | Edward Craufurd    | 1,116 | 52,1 | −1.0 |
|                    | Liberal            | James Anderson     | 1,025 | 47,9 | +1.0 |
| Majorité           | Majorité           | Majorité           | 91    | 4,3  | −1.9 |
| Participation      | Participation      | Participation      | 2,141 | 83,5 | +3.8 |
| Registre électeurs | Registre électeurs | Registre électeurs | 2,565 |      |      |
|                    | Liberal retenir    | Liberal retenir    | Swing | −1.0 |      |

Retour aux élections

### Élections dans les années 1870
| Parti              | Parti                              | Candidat                           | Voix  | %    | ±       |
| ------------------ | ---------------------------------- | ---------------------------------- | ----- | ---- | ------- |
|                    | Conservateur                       | William Montgomery-Cuninghame      | 1,697 | 50,2 | Nouveau |
|                    | Liberal                            | Edward Craufurd                    | 1,683 | 49,8 | −2.3    |
| Majorité           | Majorité                           | Majorité                           | 14    | 0,4  | N/A     |
| Participation      | Participation                      | Participation                      | 3,380 | 82,6 | −0.9    |
| Registre électeurs | Registre électeurs                 | Registre électeurs                 | 4,092 |      |         |
|                    | Conservateur vainqueur sur Liberal | Conservateur vainqueur sur Liberal | Swing | N/A  |         |

Retour aux élections

### Élections dans les années 1880
| Parti              | Parti                              | Candidat                           | Voix  | %     | ±     |
| ------------------ | ---------------------------------- | ---------------------------------- | ----- | ----- | ----- |
|                    | Liberal                            | Richard Campbell                   | 2,303 | 61,9  | +12.1 |
|                    | Conservateur                       | William Montgomery-Cuninghame      | 1,420 | 38,1  | −12.1 |
| Majorité           | Majorité                           | Majorité                           | 883   | 23,8  | N/A   |
| Participation      | Participation                      | Participation                      | 3,723 | 86,6  | +4.0  |
| Registre électeurs | Registre électeurs                 | Registre électeurs                 | 4,297 |       |       |
|                    | Liberal vainqueur sur Conservateur | Liberal vainqueur sur Conservateur | Swing | +12.1 |       |

| Parti              | Parti              | Candidat           | Voix  | %    | ±     |
| ------------------ | ------------------ | ------------------ | ----- | ---- | ----- |
|                    | Liberal            | Richard Campbell   | 2,460 | 53,7 | −8.2  |
|                    | Conservateur       | Malcolm Low        | 2,118 | 46,3 | +8.2  |
| Majorité           | Majorité           | Majorité           | 342   | 7,4  | −16.4 |
| Participation      | Participation      | Participation      | 4,578 | 84,0 | −2.6  |
| Registre électeurs | Registre électeurs | Registre électeurs | 5,449 |      |       |
|                    | Liberal retenir    | Liberal retenir    | Swing | −8.2 |       |

| Parti              | Parti                                   | Candidat                                | Voix  | %     | ±     |
| ------------------ | --------------------------------------- | --------------------------------------- | ----- | ----- | ----- |
|                    | Libéral Unioniste                       | Richard Campbell                        | 2,673 | 64,1  | +17.8 |
|                    | Liberal                                 | John Sinclair                           | 1,498 | 35,9  | −17.8 |
| Majorité           | Majorité                                | Majorité                                | 1,175 | 28,2  | N/A   |
| Participation      | Participation                           | Participation                           | 4,171 | 76,5  | −7.5  |
| Registre électeurs | Registre électeurs                      | Registre électeurs                      | 5,449 |       |       |
|                    | Libéral Unioniste vainqueur sur Liberal | Libéral Unioniste vainqueur sur Liberal | Swing | +17.8 |       |

La mort de Campbell a provoqué une élection partielle.
| Parti              | Parti                                   | Candidat                                | Voix  | %     | ±     |
| ------------------ | --------------------------------------- | --------------------------------------- | ----- | ----- | ----- |
|                    | Liberal                                 | John Sinclair                           | 2,321 | 50,6  | +14.7 |
|                    | Libéral Unioniste                       | Evelyn Ashley                           | 2,268 | 49,4  | −14.7 |
| Majorité           | Majorité                                | Majorité                                | 53    | 1,2   | N/A   |
| Participation      | Participation                           | Participation                           | 4,589 | 84,1  | +7.6  |
| Registre électeurs | Registre électeurs                      | Registre électeurs                      | 5,458 |       |       |
|                    | Liberal vainqueur sur Libéral Unioniste | Liberal vainqueur sur Libéral Unioniste | Swing | +14.7 |       |

Retour aux élections

### Élections dans les années 1890
| Parti              | Parti                | Candidat             | Voix  | %     | ±     |
| ------------------ | -------------------- | -------------------- | ----- | ----- | ----- |
|                    | Conservateur         | James Somervell      | 2,610 | 51,3  | −12.8 |
|                    | Liberal              | E. Routledge         | 2,480 | 48,7  | +12.8 |
| Majorité           | Majorité             | Majorité             | 130   | 2,6   | −25.6 |
| Participation      | Participation        | Participation        | 5,090 | 87,8  | +11.3 |
| Registre électeurs | Registre électeurs   | Registre électeurs   | 5,798 |       |       |
|                    | Conservateur retenir | Conservateur retenir | Swing | −12.8 |       |

| Parti              | Parti                                   | Candidat                                | Voix  | %     | ±     |
| ------------------ | --------------------------------------- | --------------------------------------- | ----- | ----- | ----- |
|                    | Liberal                                 | William Birkmyre                        | 2,760 | 50,1  | +14.2 |
|                    | Conservateur                            | James Somervell                         | 2,753 | 49,9  | −14.2 |
| Majorité           | Majorité                                | Majorité                                | 7     | 0,2   | N/A   |
| Participation      | Participation                           | Participation                           | 5,513 | 88,3  | +11.8 |
| Registre électeurs | Registre électeurs                      | Registre électeurs                      | 6,245 |       |       |
|                    | Liberal vainqueur sur Libéral Unioniste | Liberal vainqueur sur Libéral Unioniste | Swing | +14.2 |       |

| Parti              | Parti                              | Candidat                           | Voix  | %    | ±    |
| ------------------ | ---------------------------------- | ---------------------------------- | ----- | ---- | ---- |
|                    | Conservateur                       | Charles Orr-Ewing                  | 3,057 | 52,9 | +3.0 |
|                    | Liberal                            | William Birkmyre                   | 2,722 | 47,1 | −3.0 |
| Majorité           | Majorité                           | Majorité                           | 335   | 5,8  | N/A  |
| Participation      | Participation                      | Participation                      | 5,779 | 88,9 | +0.6 |
| Registre électeurs | Registre électeurs                 | Registre électeurs                 | 6,498 |      |      |
|                    | Conservateur vainqueur sur Liberal | Conservateur vainqueur sur Liberal | Swing | +3.0 |      |

Retour aux élections

### Élections dans les années 1900
| Parti              | Parti                | Candidat              | Voix  | %    | ±    |
| ------------------ | -------------------- | --------------------- | ----- | ---- | ---- |
|                    | Conservateur         | Charles Orr-Ewing     | 3,101 | 55,3 | +2.4 |
|                    | Liberal              | Edmond Charles Browne | 2,511 | 44,7 | −2.4 |
| Majorité           | Majorité             | Majorité              | 590   | 10,6 | +4.8 |
| Participation      | Participation        | Participation         | 5,612 | 82,3 | −6.6 |
| Registre électeurs | Registre électeurs   | Registre électeurs    | 6,819 |      |      |
|                    | Conservateur retenir | Conservateur retenir  | Swing | +2.4 |      |

| Parti              | Parti                              | Candidat                           | Voix  | %    | ±    |
| ------------------ | ---------------------------------- | ---------------------------------- | ----- | ---- | ---- |
|                    | Liberal                            | Joseph Dobbie                      | 3,221 | 50,3 | +5.6 |
|                    | Conservateur                       | George Younger                     | 3,177 | 49,7 | −5.6 |
| Majorité           | Majorité                           | Majorité                           | 44    | 0,6  | N/A  |
| Participation      | Participation                      | Participation                      | 6,398 | 88,4 | +2.1 |
| Registre électeurs | Registre électeurs                 | Registre électeurs                 | 7,240 |      |      |
|                    | Liberal vainqueur sur Conservateur | Liberal vainqueur sur Conservateur | Swing | +5.6 |      |

| Parti              | Parti                | Candidat             | Voix  | %    | ±    |
| ------------------ | -------------------- | -------------------- | ----- | ---- | ---- |
|                    | Conservateur         | George Younger       | 3,766 | 51,8 | −3.5 |
|                    | Liberal              | Joseph Dobbie        | 3,505 | 48,2 | +3.5 |
| Majorité           | Majorité             | Majorité             | 261   | 3,6  | −7.0 |
| Participation      | Participation        | Participation        | 7,271 | 90,5 | +8.2 |
| Registre électeurs | Registre électeurs   | Registre électeurs   | 8,031 |      |      |
|                    | Conservateur retenir | Conservateur retenir | Swing | −3.5 |      |

Retour aux élections

### Élections dans les années 1910
| Parti              | Parti                | Candidat             | Voix  | %    | ±    |
| ------------------ | -------------------- | -------------------- | ----- | ---- | ---- |
|                    | Conservateur         | George Younger       | 3,647 | 50,4 | −1.4 |
|                    | Liberal              | William Robertson    | 3,594 | 49,6 | +1.4 |
| Majorité           | Majorité             | Majorité             | 53    | 0,8  | −2.8 |
| Participation      | Participation        | Participation        | 7,241 | 89,8 | −0.7 |
| Registre électeurs | Registre électeurs   | Registre électeurs   | 8,067 |      |      |
|                    | Conservateur retenir | Conservateur retenir | Swing | −1.4 |      |

| Parti              | Parti                | Candidat             | Voix  | %    | ±    |
| ------------------ | -------------------- | -------------------- | ----- | ---- | ---- |
|                    | Conservateur         | George Younger       | 3,852 | 51,6 | +1.2 |
|                    | Liberal              | William Robertson    | 3,620 | 48,4 | −1.2 |
| Majorité           | Majorité             | Majorité             | 232   | 3,2  | +2.4 |
| Participation      | Participation        | Participation        | 7,472 | 90,7 | +0.9 |
| Registre électeurs | Registre électeurs   | Registre électeurs   | 8,236 |      |      |
|                    | Conservateur retenir | Conservateur retenir | Swing | +1.2 |      |

| Parti                                                 | Parti             | Candidat              | Voix   | %    | ±       |
| ----------------------------------------------------- | ----------------- | --------------------- | ------ | ---- | ------- |
| C                                                     | Unioniste         | George Younger        | 9,565  | 49.1 | −2.5    |
|                                                       | Liberal           | Murdoch McKenzie Wood | 5,410  | 27,7 | −20.7   |
|                                                       | Travailliste      | Campbell Stephen      | 4,534  | 23,2 | Nouveau |
| Majorité                                              | Majorité          | Majorité              | 4,155  | 21,4 | +18.2   |
| Participation                                         | Participation     | Participation         | 19,509 | 62,2 | −28.5   |
|                                                       | Unioniste retenir | Unioniste retenir     | Swing  | +9.0 |         |
| C candidat approuvé par le gouvernement de coalition. |                   |                       |        |      |         |

Retour aux élections

### Élections dans les années 1920

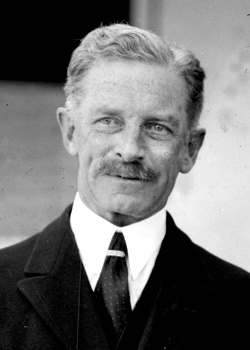
Sir John Baird

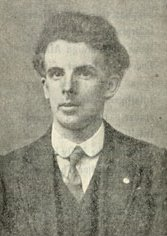
Patrick Dollan

| Parti         | Parti             | Candidat              | Voix   | %    | ±    |
| ------------- | ----------------- | --------------------- | ------ | ---- | ---- |
|               | Unioniste         | John Baird            | 11,179 | 44,5 | −4.6 |
|               | Liberal           | Peter Raffan          | 7,402  | 29,5 | +1.8 |
|               | Travailliste      | John McDiarmid Airlie | 6,533  | 26,0 | +2.8 |
| Majorité      | Majorité          | Majorité              | 3,777  | 15,0 | −6.4 |
| Participation | Participation     | Participation         | 25,114 | 71,1 | +8.9 |
|               | Unioniste retenir | Unioniste retenir     | Swing  | −3.2 |      |

| Parti         | Parti             | Candidat              | Voix   | %    | ±    |
| ------------- | ----------------- | --------------------- | ------ | ---- | ---- |
|               | Unioniste         | John Baird            | 10,206 | 41,8 | −2.7 |
|               | Travailliste      | John McDiarmid Airlie | 7,732  | 31,7 | +5.7 |
|               | Liberal           | William Pringle       | 6,467  | 26,5 | −3.0 |
| Majorité      | Majorité          | Majorité              | 2,474  | 10,1 | −4.9 |
| Participation | Participation     | Participation         | 24,405 | 70,0 | −1.1 |
|               | Unioniste retenir | Unioniste retenir     | Swing  | −4.2 |      |

| Parti         | Parti             | Candidat              | Voix   | %    | ±     |
| ------------- | ----------------- | --------------------- | ------ | ---- | ----- |
|               | Unioniste         | John Baird            | 16,153 | 62,3 | +20.5 |
|               | Travailliste      | John McDiarmid Airlie | 9,787  | 37,7 | +6.0  |
| Majorité      | Majorité          | Majorité              | 6,366  | 24,6 | +14.5 |
| Participation | Participation     | Participation         | 25,940 | 73,5 | +3.5  |
|               | Unioniste retenir | Unioniste retenir     | Swing  |      |       |

| Parti         | Parti             | Candidat          | Voix   | %    | ±       |
| ------------- | ----------------- | ----------------- | ------ | ---- | ------- |
|               | Unioniste         | Thomas Moore      | 11,601 | 46,2 | -16.1   |
|               | Travailliste      | Patrick Dollan    | 8,813  | 35,2 | -2.5    |
|               | Liberal           | William Pringle   | 4,656  | 18,6 | Nouveau |
| Majorité      | Majorité          | Majorité          | 2,788  | 11,0 | -13.6   |
| Participation | Participation     | Participation     | 25,070 | 71,0 | -2.5    |
|               | Unioniste retenir | Unioniste retenir | Swing  |      |         |

| Parti         | Parti             | Candidat          | Voix   | %    | ±     |
| ------------- | ----------------- | ----------------- | ------ | ---- | ----- |
|               | Unioniste         | Thomas Moore      | 16,874 | 45,9 | −0.3  |
|               | Travailliste      | Clarice Shaw      | 13,429 | 36,5 | -1.2  |
|               | Liberal           | Robert Lorimer    | 6,479  | 17,6 | N/A   |
| Majorité      | Majorité          | Majorité          | 3,445  | 9,4  | -15.2 |
| Participation | Participation     | Participation     | 36,782 | 74,8 | +3.8  |
|               | Unioniste retenir | Unioniste retenir | Swing  |      |       |

Retour aux élections

### Élections dans les années 1930
| Parti         | Parti             | Candidat          | Voix   | %    | ±     |
| ------------- | ----------------- | ----------------- | ------ | ---- | ----- |
|               | Unioniste         | Thomas Moore      | 28,256 | 73,9 | +28.0 |
|               | Travailliste      | Clarice Shaw      | 9,974  | 26,1 | −10.4 |
| Majorité      | Majorité          | Majorité          | 18,282 | 47,8 | +38.4 |
| Participation | Participation     | Participation     | 38,230 | 76,9 | +2.1  |
|               | Unioniste retenir | Unioniste retenir | Swing  |      |       |

| Parti         | Parti             | Candidat          | Voix   | %    | ±     |
| ------------- | ----------------- | ----------------- | ------ | ---- | ----- |
|               | Unioniste         | Thomas Moore      | 25,893 | 66,1 | -7.8  |
|               | Travailliste      | Arthur Brady      | 13,274 | 33,9 | +7.8  |
| Majorité      | Majorité          | Majorité          | 12,619 | 32,2 | -15.6 |
| Participation | Participation     | Participation     | 39,167 | 73,0 | -3.9  |
|               | Unioniste retenir | Unioniste retenir | Swing  |      |       |

Retour aux élections

### Élections dans les années 1940
| Parti         | Parti             | Candidat          | Voix   | %    | ±     |
| ------------- | ----------------- | ----------------- | ------ | ---- | ----- |
|               | Unioniste         | Thomas Moore      | 22,593 | 50,8 | -15.3 |
|               | Travailliste      | William Ross      | 21,865 | 49,2 | +15.3 |
| Majorité      | Majorité          | Majorité          | 728    | 1,6  | -30.6 |
| Participation | Participation     | Participation     | 44,458 | 71,5 | -1.5  |
|               | Unioniste retenir | Unioniste retenir | Swing  |      |       |

Retour au début